# Jannick Liburd
Jannick Jørgensen Liburd (født 26. september 2001) er en dansk/amerikansk fodboldspiller som spiller midtbane hos Superliga-klubben SønderjyskE.

## Karriere
Han fik sin debut i Superligaen for SønderjyskE, d. 8. juli 2020 i en kamp mod Lyngby Boldklub i sæsonens sidste kamp. Han fik fire minutter på banen.

## Titler

### Klub
SønderjyskE
- Sydbank Pokalen: 2020